# Zachte naaldvaren
De zachte naaldvaren (Polystichum setiferum) is een varen uit de niervarenfamilie (Dryopteridaceae). De plant is in Nederland zeldzaam in het wild en staat op de Nederlandse Rode Lijst van planten als zeer zeldzaam en stabiel of iets in aantal toegenomen. De plant komt van nature voor in West- en Zuid-Europa. De zachte naaldvaren wordt veel in de siertuin gebruikt. Er zijn verschillende cultivars bekend.
De plant wordt 25-80 centimeter hoog. In de winter zijn de bladen in Nederland afgestorven. In zachtere klimaten, zoals in Ierland en de westkust van Engeland blijft de plant ook in de winter groen. De bladen zijn overhangend, zacht en een beetje dof. De bladen zijn dubbel veerdelig tot dubbel geveerd. De bladsteel is een kwart tot de helft van de lengte van de bladschijf. De blaadjes van de tweede orde zijn gesteeld. De blaadjes van de eerste orde zijn zittend met wigvormige voet en hebben een diep getande rand.
Net als bij de mannetjesvaren zitten de sori in twee rijen. Het dekvlies (indusium) is parapluvormig met gefranjerde randen. In juli tot september zijn de lichtgele sporen rijp.
De varen komt voor op vochtige, kalkrijke grond vaak op steile kanten in loofbossen, maar soms ook op muren.

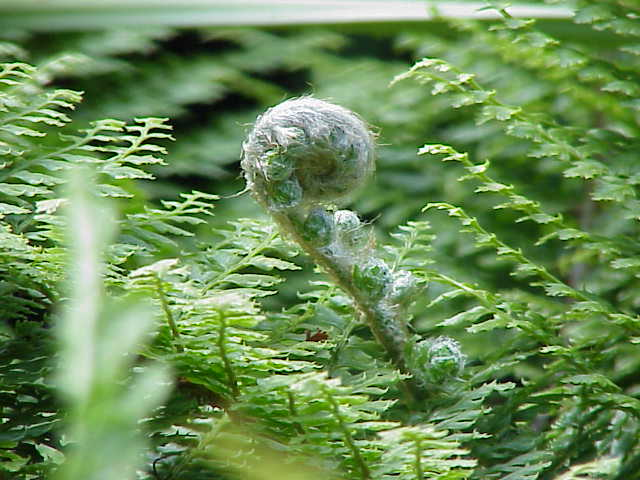
Jong blad
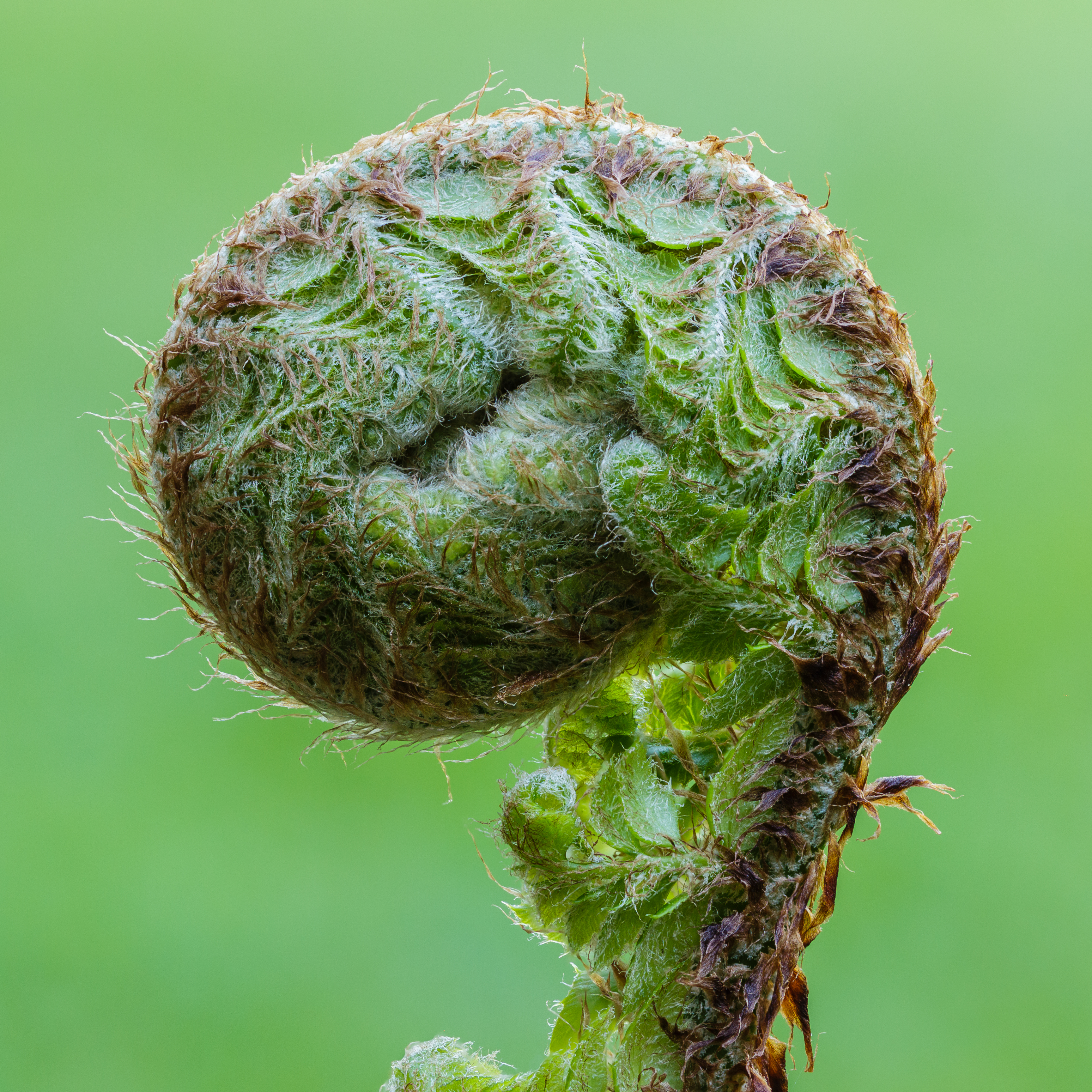
Uitrollend blad van Polystichum setiferum 'Herrenhausen'